# Closerie des Lilas

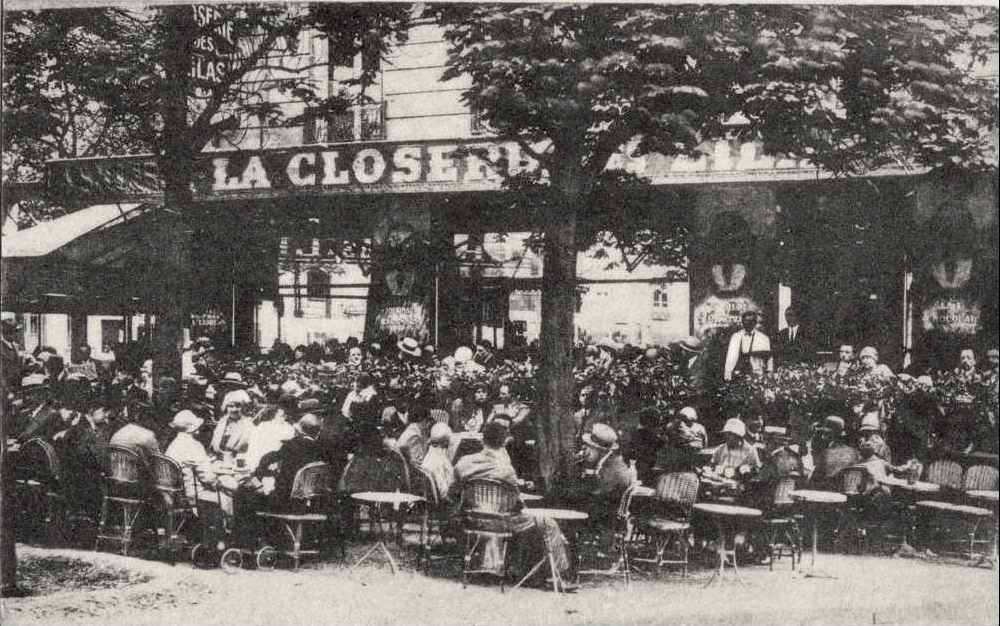
La Closerie des Lilas nel 1909

La Closerie des Lilas è un caffè e ristorante sito sul boulevard du Montparnasse a Parigi e famoso per le frequentazioni di noti artisti.
Aperto nel 1847 divenne famoso sul finire del XIX secolo come luogo di incontro di artisti come Émile Zola, Cézanne, Théophile Gautier, Charles Baudelaire e i fratelli Jules ed Edmond de Goncourt.
All'inizio del XX secolo invece si successe Paul Verlaine, Paul Fort, Lenin, Guillaume Apollinaire e Alfred Jarry. I pittori del Bateau-Lavoir come Edmond-Marie Poullain e gli altri si riunivano nei "Martedì de la Closerie".
La Closerie divenne leggendaria per aver accolto l'intellighenzia americana: Hemingway, Fitzgerald, Miller. Altri artisti che frequentavano questo locale erano: Amedeo Modigliani, André Breton, Aragon, Kees Van Dongen, Pablo Picasso, Gino Severini, Jean-Paul Sartre, Giuseppe Ungaretti, André Gide, Paul Éluard, Oscar Wilde, Samuel Beckett, Man Ray, Ezra Pound, Jean-Edern Hallier, Ugo Giannattasio.
In questo locale si incontrarono un appena ventenne René Adolphe Schwaller de Lubicz con l'alchimista e studioso Fulcanelli; da questo incontro nascerà un sodalizio.